# Al Lusail
M/Y Al Lusail är en megayacht tillverkad av Lürssen i Tyskland. Hon sjösattes 2016 och levererades året därpå till den qatariska staten i syfte att användas av den regerande emiren Tamim bin Hamad och dennes familj. Al Lusail designades både exteriört och interiört av H2 Yacht Design, de hade dock hjälp av March & White gällande interiören. Megayachten är 123 meter lång och har en kapacitet på 36 passagerare. Den har en besättning på 56 besättningsmän och  har minst en helikopter.
Megayachten kostade uppemot 300 miljoner amerikanska dollar att bygga.